# گلازویتس
گلازویتس (به آلمانی: Glasewitz) یک شهر در آلمان است که در Rostock District واقع شده‌است. گلازویتس ۴۴۲ نفر جمعیت دارد.